# Carlo Matteucci
Pour les articles homonymes, voir Matteucci.
Carlo Matteucci, né le 21 juin 1811 à Forlì et mort le 25 juin 1868 à Ardenza, près de Livourne, est un physicien, neurophysiologiste et homme politique italien. Son œuvre scientifique fait de lui l'un des pionniers de l'électrophysiologie. En électrochimie, il établit, en 1835, les principes de l'électrolyse indépendamment (et apparemment en méconnaissance) des travaux fondateurs réalisés deux ans plus tôt par Faraday sur ce sujet.

## Biographie
Carlo Matteucci était le fils d'un médecin, Vincenzo Matteucci, et de Chiara Folfi. Il étudie d'abord les mathématiques à l'université de Bologne de 1825 à 1828 et obtient un doctorat dans cette discipline en 1829. Il va ensuite pendant deux ans suivre les cours de l’École polytechnique à Paris où il devient l'élève d'Arago. Il restera un francophile convaincu et presque toute son œuvre scientifique sera publiée en français.
De retour en Italie en 1831, il s'installe d'abord à Pavie où ses premiers travaux portent sur la météorologie et à l'agronomie. En 1834, il quitte Pavie pour Florence, où il subit l'influence des physiciens Nobili et Amici. Ayant pris connaissance des premiers travaux de Luigi Galvani (1737-1798) sur la bioélectricité, il commence à s'intéresser à l’électricité animale et étudie le poisson torpille (Expériences sur la torpille. C. R. Acad. Sci. 1836 ; 3 : 430-431 ; Recherches physiques, chimiques et physiologiques sur la torpille. C. R. Acad. Sci. 1837 ; 5 : 788-792).

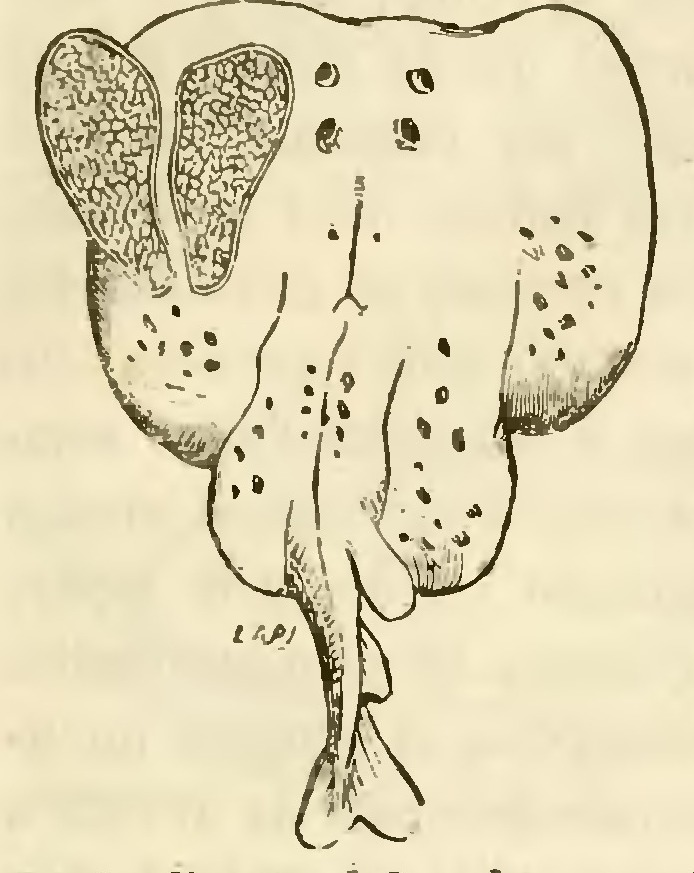
Dessin d'une torpille dans son ouvrage Fenomeni fisico-chimici dei corpi viventi (Pise, 1844).

En 1837, il est nommé professeur de physique et directeur du laboratoire de chimie de Ravenne. Des besoins financiers l’auraient en fait contraint à accepter un poste à la pharmacie de l’hôpital de Ravenne. En 1840, il est nommé par le Grand Duc de Toscane titulaire de la chaire de physique de l'université de Pise, sur recommandation de son ancien maître François Arago. C'est là qu'il fait la découverte des courants musculaires, chez la grenouille (« courant propre »). Il lui sera toutefois impossible de détecter les courants des nerfs.

## Travaux scientifiques et carrière politique

### L'électrophysiologie
Matteucci sera le premier, au début des années 1840, à enregistrer et mesurer le courant électrique généré par le tissu musculaire, grâce à un galvanomètre sensible mis au point par son collègue Nobili. Il constate qu'entre la tranche de section d'un muscle et sa surface, s'établit un courant (dit « courant de repos »). Il observe aussi que les courants électriques se modifient durant la contraction du muscle et sont capables de s'additionner sur un montage en série de manière analogue à une pile de Volta. C'est ainsi qu'il met au point le modèle expérimental de la « patte galvanoscopique » chez la grenouille : le nerf sectionné d'une patte de grenouille est capable de transmettre un courant à un muscle qui se contracte mis à son contact et se comporte donc comme une sorte de détecteur électrique sensible. Mateucci invente en 1846 un modèle de kymographe qui permet l'enregistrement des phénomènes électriques et dont l'utilisation se répand rapidement en physiologie pour mesurer l'électricité produite par les contractions musculaires en fonction du temps. Ses travaux en bioélectricité ont directement influencé les recherches d'Emil du Bois-Reymond (1818-1896), un étudiant du célèbre physiologiste allemand Johannes Peter Müller (1801-1858) de Berlin. Du Bois-Reymond, en tentant de reproduire les expériences de Matteucci, fera plus tard la découverte du potentiel d'action des nerfs.

### L'homme politique

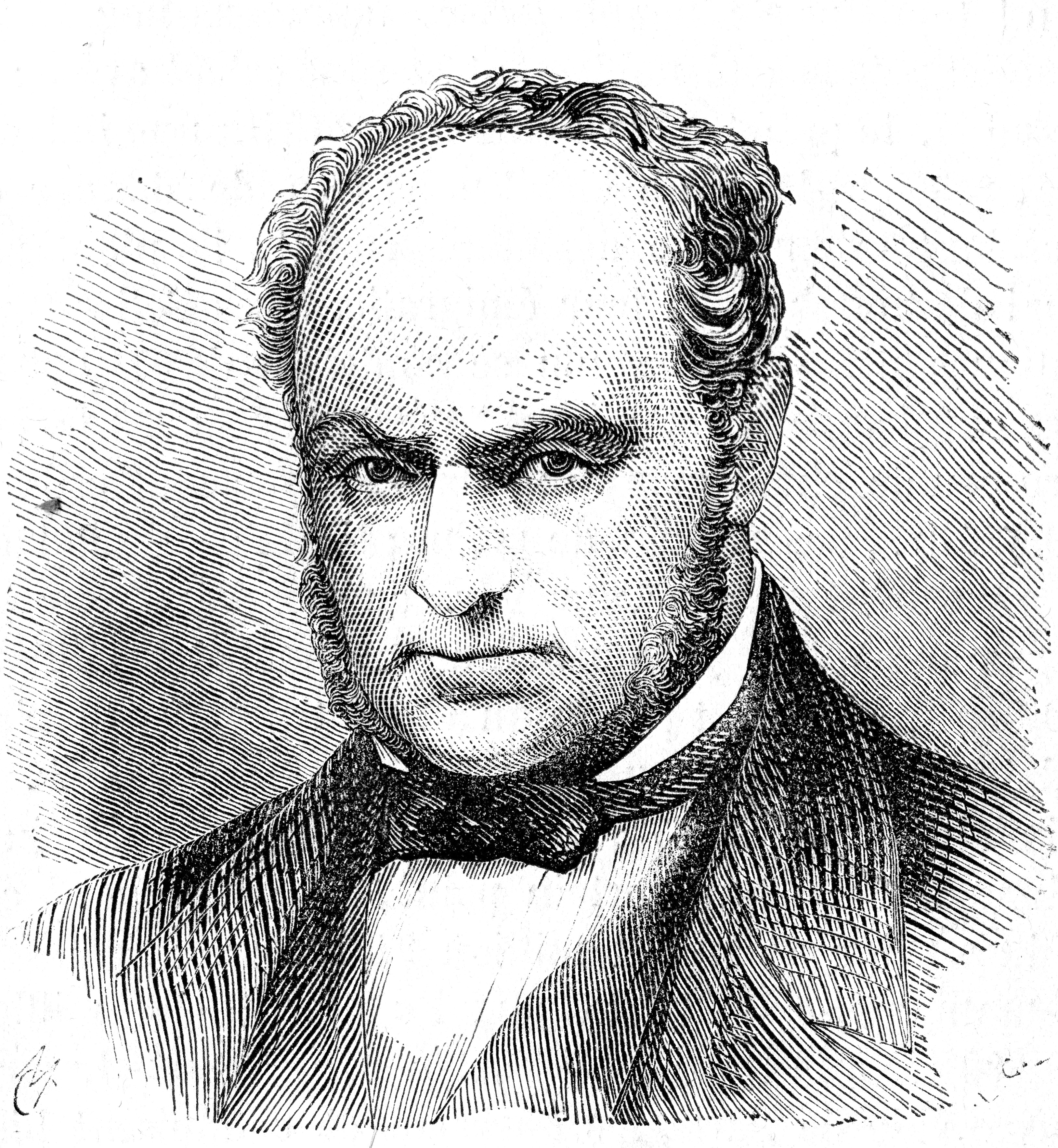
Ministre de l'Instruction publique (1862).

Matteucci fut une figure marquante du Risorgimento italien. En 1848, il fut le commissaire de Toscane auprès de Charles-Albert. Après la défaite de Custoza (1848), il se rendit à Francfort pour y plaider la cause de son pays devant l’Assemblée allemande. Il fut directeur des télégraphes de Toscane jusqu'en 1859, date à laquelle il représenta le gouvernement provisoire toscan à Turin, puis fut envoyé à Paris avec Peruzzi et Neri Corsini, pour y appuyer l’annexion au Piémont. Il fut sénateur à l’Assemblée toscane de 1848 puis au Sénat italien en 1860 et enfin, en 1862 ministre de l’instruction publique dans le cabinet Urbano Rattazzi.

## Œuvres et publications
- Essai sur les phénomènes électriques des animaux, Carilian, Goeury et Dalmot (Paris), 1840.
- Analyse des travaux présentés par M. Matteucci pour le concours au prix de physiologie qui doit être décerné par l'Académie des sciences en 1842, impr. de Bachelier (Paris), 1842, 3 p., in-4°, lire en ligne sur Gallica.
- « Sur un phénomène physiologique produit par les muscles en contraction », dans Ann. Chim. Phys., 1842, 6, p. 339-341.
- Traité des phénomènes électro-physiologiques des animaux, suivi d’Études Anatomiques sur le Système nerveux et sur l’Organe Électrique de la torpille, Fortin et Masson, (Paris), 1844.
- Cours sur l’induction, le magnétisme de rotation et le diamagnétisme.

En collaboration:
- avec François Achille Longet : Sur la relation qui existe entre le sens du courant électrique et les contractions musculaires dues à ce courant, Fortin, Masson et Cie (Paris), 1844, in-8°, 15 p., lire en ligne sur Gallica.